# زادوشسکی
زادوشسکی (به لهستانی: Zaduszki) نام لهستانی یکی از سنت‌های مؤمنان کاتولیک مشهور به روز ارواح درگذشته است که در روز بعد از روز همه قدیسین برگزار می‌شود. مردم در زادوشسکی که به روز «دعا کردن برای ارواح مردگان» شهرت دارد به‌طور عمومی به گورستان‌ها می‌روند و برای ارواح درگذشتگان خود طلب بخشش می‌کنند و شمع روشن می‌کنند.

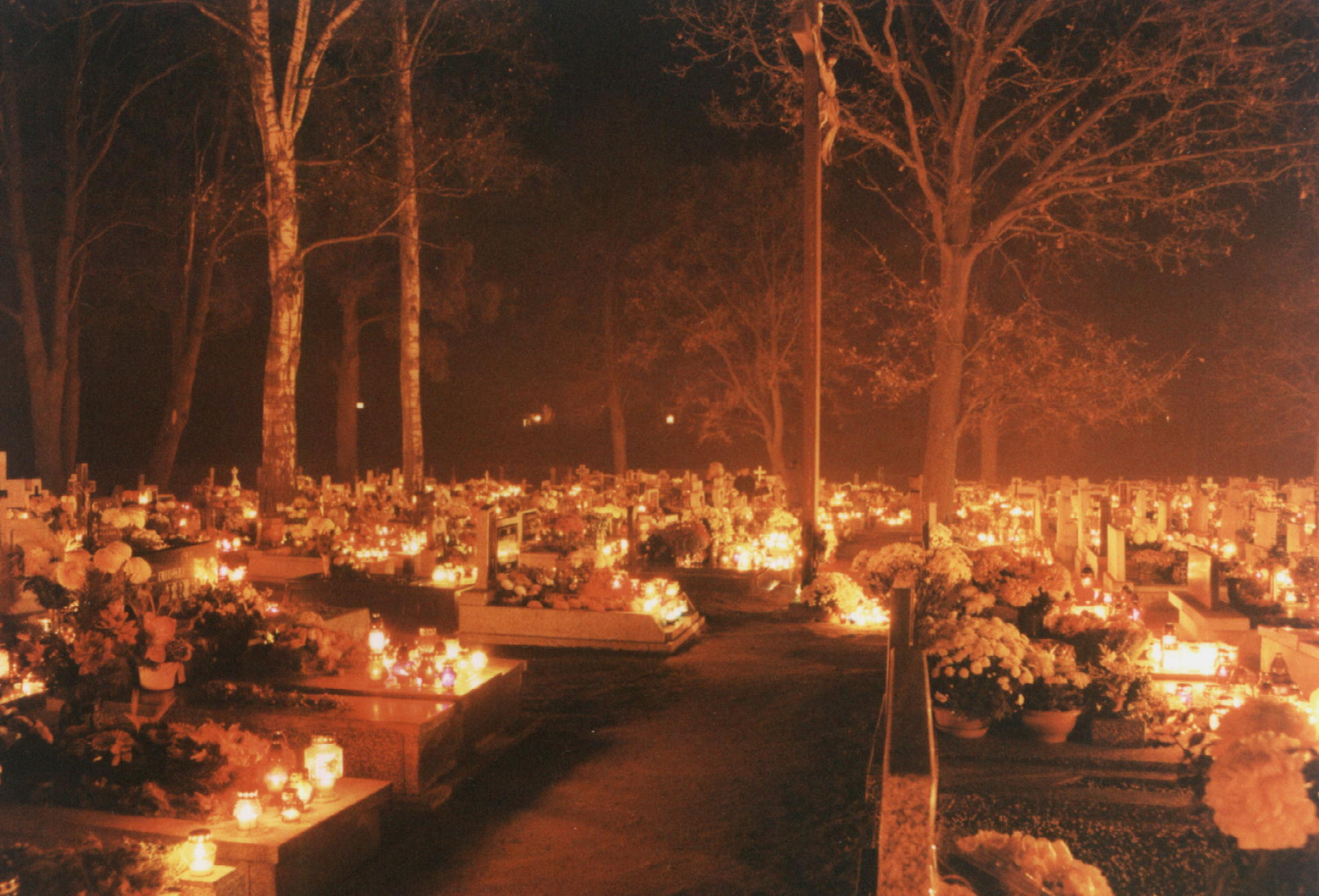
زادوشسکی در لهستان

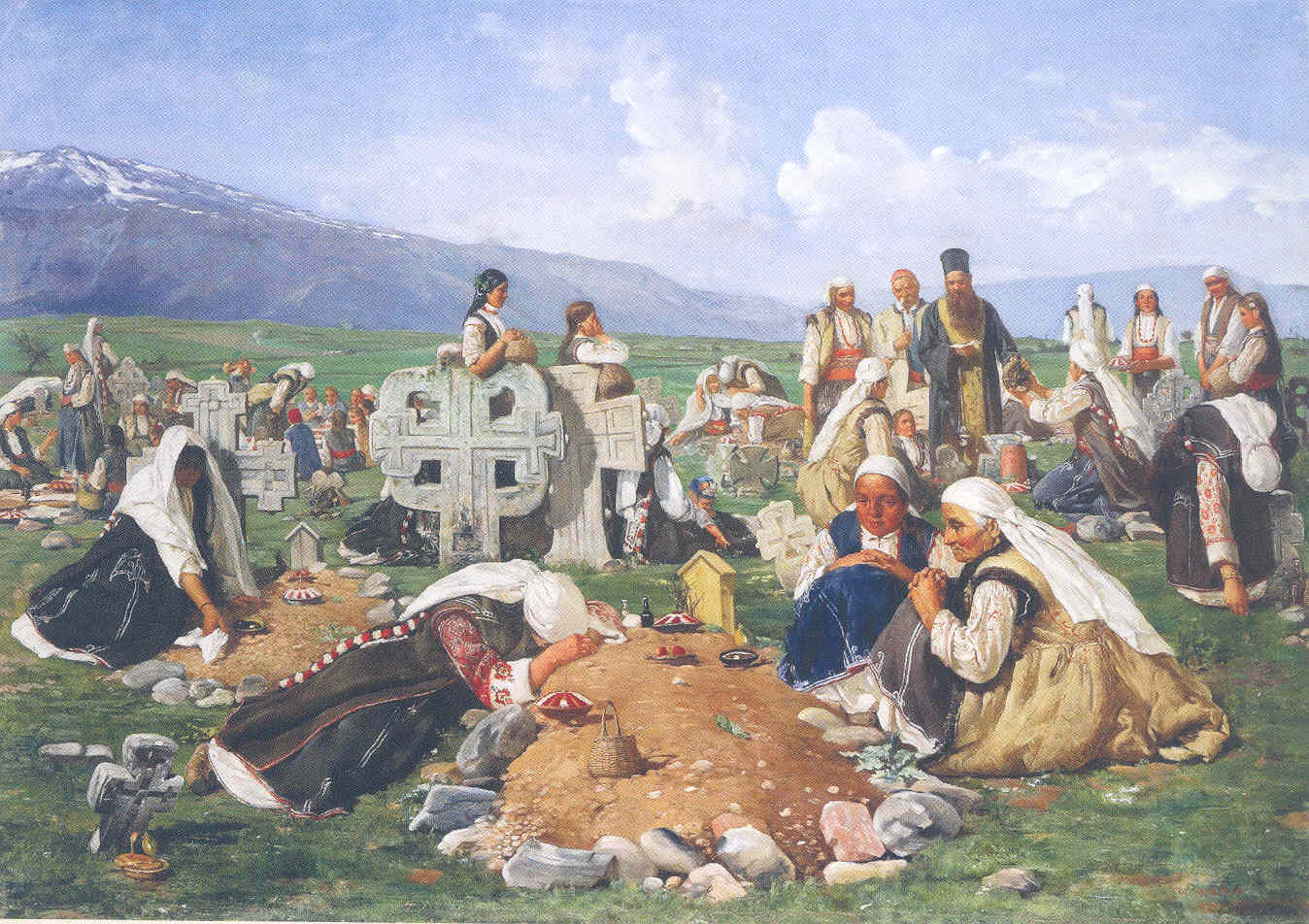
نقاشی زادوشسکی در بلغارستان (سال ۱۸۹۰)

مردم در زادوشسکی این کارها را انجام می‌دهند: به گورستان‌ها می‌روند، قبرها را تمیز و با گل تزئین می‌کنند یا شمع روشن می‌کنند، کشیش‌ها با آب مقدس و دعاهای مخصوص به قبور برکت می‌رسانند. در این روز زنان نان یا غذای مخصوص زادوشسکی را می‌پزند و برای خیرات به گورستان‌ها می‌برند یا روی قبور می‌گذارند. در خانه‌ها عموماً غذای تازه درست می‌کنند، خانه‌ها را تمیز می‌کنند و یک صندلی را کنار بخاری می‌گذارند و منتظر و محیای ورود ارواح درگذشته خود می‌شوند. در زادوشسکی هیچ‌کس کار نمی‌کرد و حتی سگ‌ها هم حق ورود به خانه را ندارند. درنهایت این سنت تا فردای زادوشسکی ادامه دارد و هیچ‌کس نمی‌تواند فضا را از این حالت خارج کند تا اینکه ارواح به راحتی بتوانند به عیش و لذت مشغول بمانند. زادوشسکی در برخی کشورهای دیگر چون اسلواکی، بلاروس، صربستان، بلغارستان، کرواسی، مقدونیه و روسیه با عناوین دیگری نیز برگزار می‌شود.

## نگارخانه

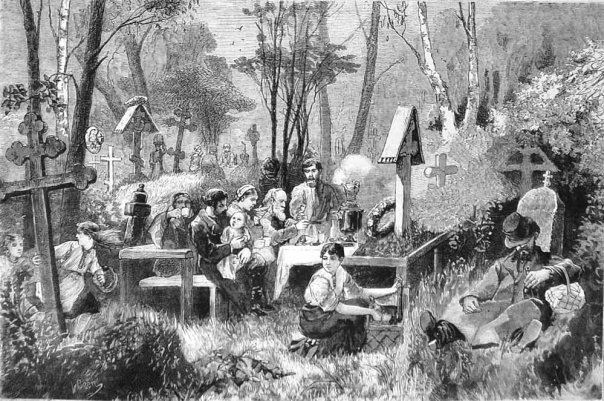
گورستان اسلمولنسک، حوالی سال ۱۸۸۱

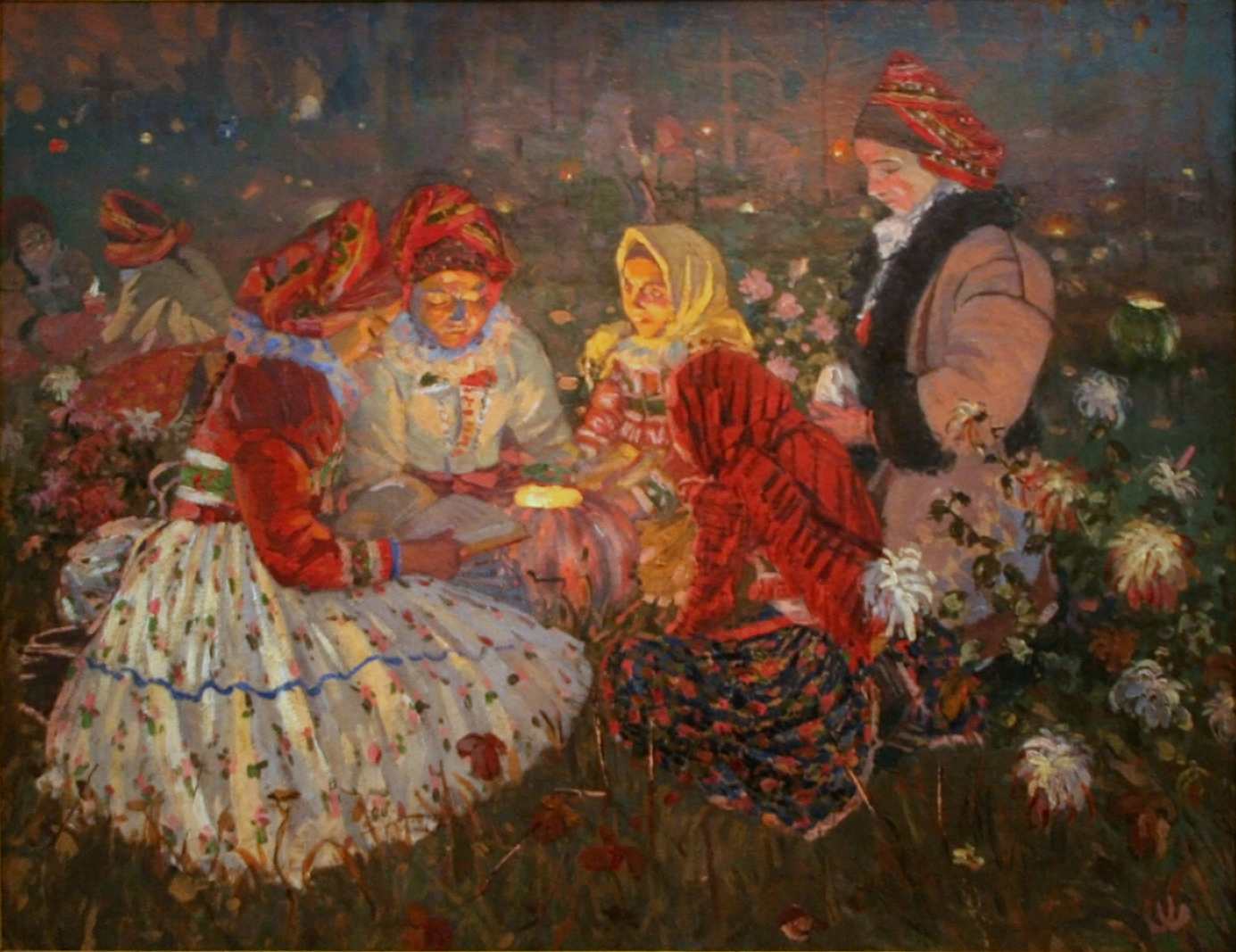
زادوشسکی در اسلواکی

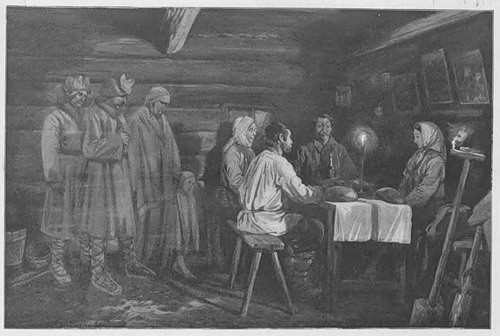
زادوشسکی در بلاروس